# Veliko Polje
Veliko Polje je naselje v Občini Sežana.